# Trichaulax concinna
Trichaulax concinna är en skalbaggsart som beskrevs av Oliver Erichson Janson 1873. Trichaulax concinna ingår i släktet Trichaulax och familjen Cetoniidae. Inga underarter finns listade i Catalogue of Life.